# 成都医学院第一附属医院
成都医学院第一附属医院，是中国四川省成都市的综合三级甲等医院，位于成都市新都区宝光大道中段278号。医院占地面积148亩。

## 历史

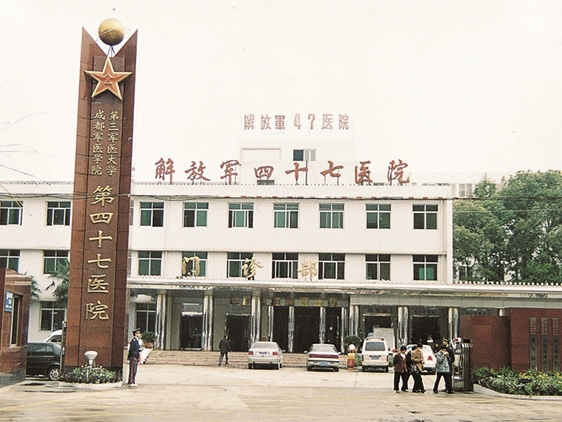
解放军47医院

始建于1948年，系华东野战军第二后方医院。1949年随军进驻南京，改称第二野战军第二后方医院，后随军进驻四川泸县，改称川南军区医院。1952年，编为四川省军区乙级陆军医院。1953年，更名为西南军区第22陆军医院。1954年，编为第47陆军医院。1963年，编为成都军区中心医院。1969年，调至四川新都县，1976年转属成都军区卫生学校。1999年，转属第三军医大学，后为第三军医大学成都军医学院教学医院，保留中国人民解放军第47医院称号。2004年，随第三军医大学成都军医学院移交地方，更名为成都医学院第一附属医院。